# Schlacht von Gemmano
Die Schlacht von Gemmano fand im Zweiten Weltkrieg zwischen dem 4. und 15. September 1944 bei Gemmano statt, einem Dorf in der Provinz Rimini, als die Alliierten versuchten, die Gotenstellung zu durchbrechen und durchbrachen sie am 16. September. Gemmano liegt 25 km südlich von Rimini.

## Verlauf
Auf deutscher Seite kämpften Einheiten des LXXVI. Panzerkorps, das seit dem 1. September 1943 von Traugott Herr kommandiert wurde. Auf westalliierter Seite kämpften Truppen des British V Corps unter Charles Keightley. Dem Korps war die 4th Indian Infantry Division unterstellt; sie bestand aus drei Infanteriebrigaden sowie dem 6. Royal Tank Regiment und den 12th Royal Lancers.
Die Schlacht bestand aus einer Reihe britischen Angriffen gegen die deutschen Positionen. Gemmano wurde im zweiten Angriff am 9. September besetzt, die beiden folgenden zwei Operationen führten zur Eroberung der umliegenden Gegend. Obwohl diese Schlacht recht kurz war, forderte sie zahlreiche Verwundete und Tote.